# Klášter svatého Gabriela (Praha)
Klášter svatého Gabriela je bývalý řeholní dům benediktinek beuronské kongregace v Praze na Smíchově v sousedství zahrady Kinských v Holečkově ulici. Součástí areálu bývalého kláštera je původně konventní kostel Zvěstování Panny Marie, lidově zvaný svatého Gabriela. 
Od 22. prosince 1964 je klášter spolu s kostelem Zvěstování Panny Marie zapsán jako kulturní památka. V letech 1919–2019 patřil státu a byl využíván státními poštovními organizacemi.

## Historie

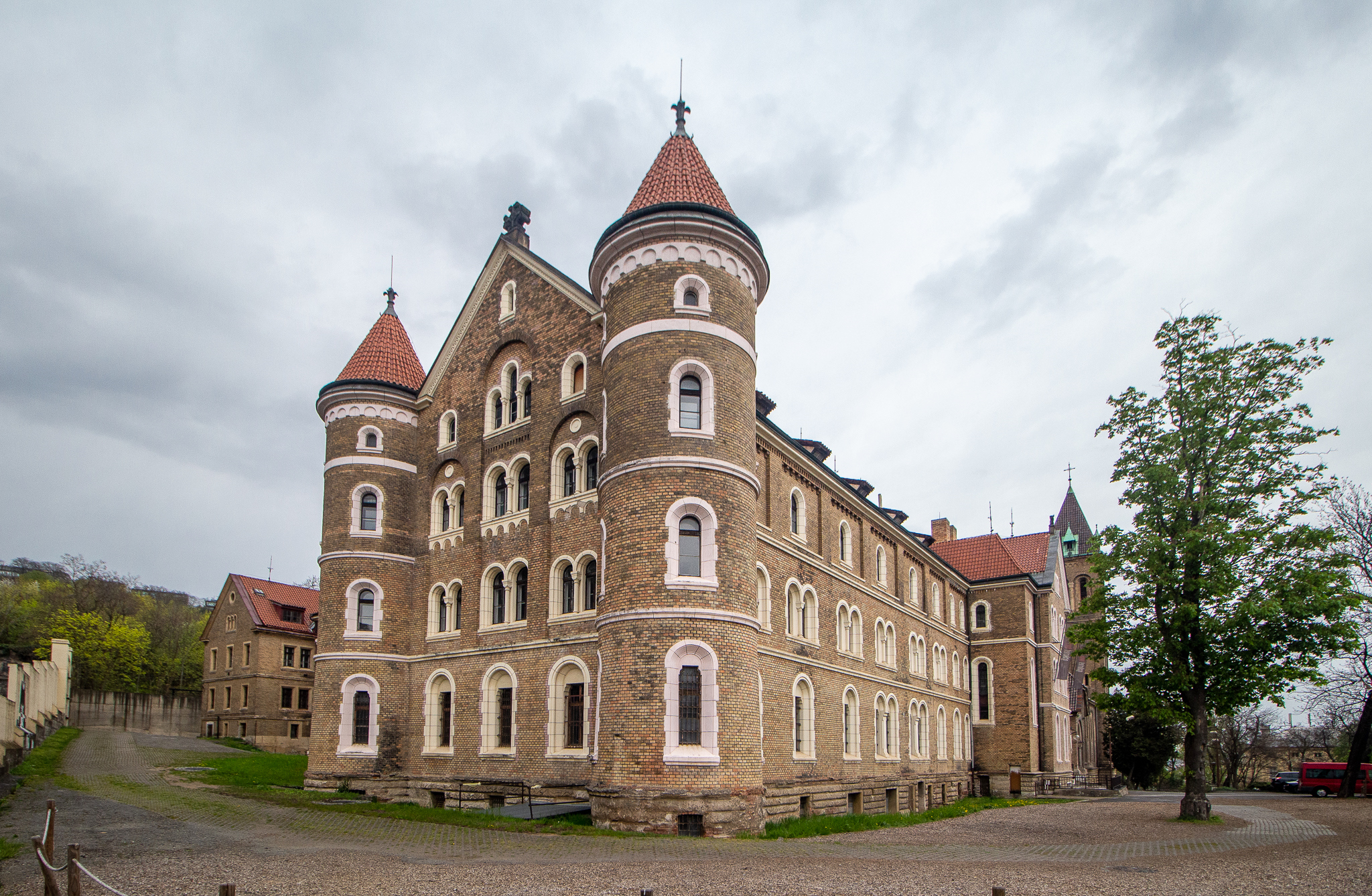

Iniciátorkou založení kláštera s ústavem pro výchovu dívek ze šlechtických a zámožných rodin byla hraběnka Gabriela Swéerts-Sporcková, která na výstavbu poskytla finanční prostředky. 
Byl vystavěn v letech 1888–1891 podle návrhu benediktinských mnichů Hildebranta de Heptinna a Ghislaina Béthuna. Hraběnka se stavby nedožila a klášter byl na její památku dedikován jejímu patronovi, archandělu Gabrielovi. 
Klášterní kostel byl zasvěcen události Zvěstování Páně (starší terminologií též Zvěstování Panně Marii). Projekt stavby byl vypracován benediktinskými mnichy ve specifickém beuronském stylu.
Mezi beuronské památky v Praze patří také sousední klášter Sacre Couer, Emauzský klášter či klášter svatého Karla Boromejského v Řepích, klášter sv. Gabriela je však z nich považován za nejcennější. Výzdoba kláštera je dílem malíře Petra Desideria Lenze, zakladatele beuronské umělecké školy, a je inspirována starořeckým, egyptským, starokřesťanským a byzantským uměním.
V roce 1891 vysvětil dokončený klášter s kostelem pražský arcibiskup František Schönborn. Duchovní správou byli pověřeni benediktini z Emauzského kláštera na druhém břehu Vltavy. Klášter však sloužil svému účelu pouze do roku 1919 kdy německé benediktinky, kterých byla v konventu většina, v důsledku protiněmeckých nálad v Československu odešly ze země. České sestry šly s nimi.
Prázdný klášterní areál v roce 1919 prodali Karel a Aloys z Löwenstein-Wertheim-Rosenbergu československému státu, zastoupenému ministerstvem pošt a telegrafů, s podmínkou, že klášterní kostel zůstane zachován pro bohoslužby.
Stát v areálu zřídil Poštovní úřad šekový, v roce 1930 přejmenovaný na Poštovní spořitelnu, ta zde sídlila do roku 1931, kdy se přestěhovala na Václavské náměstí. Prostory poté připadly Poštovnímu muzeu, které zde v únoru 1932 otevřelo rozsáhlou expozici; v areálu vznikl též archiv, knihovna, depozitáře a kanceláře muzea. Po druhé světové válce se hlavním uživatelem areálu stala Poštovní poukázková ústředna, roku 1963 přejmenovaná na Výpočetní a kontrolní ústřednu spojů – VAKUS), ústřední pracoviště pro zpracování platebních složenek. VAKUS budovu opustil v roce 1998, kdy se jeho pražská část sloučila s VAKUS Vítkov. V roce 1998 se do objektu nastěhovalo Ředitelství pošt Praha, které odešlo krátce po roce 2010. V budově pak zůstala jen část Poštovního muzea, která ji z důvodu plánovaného prodeje opustila do konce roku 2016, kdy byl depozitář muzea stěhován do prostor České pošty na Ortenově náměstí.
Podle webu Poštovního muzea měla Česká pošta v klášteře muzeum od roku 1933 a to bylo údajně odstěhováno v 80. letech 20. století.
Již od roku 2016 Česká pošta informovala, že pro klášter nemá využití, přičemž o prodeji uvažovala již dlouho předtím. Uskutečnění záměru zdržel záměr transformace České pošty ze státního podniku na akciovou společnost, který se nakonec neuskutečnil. V listopadu roku 2016 byl klášter v elektronické aukci nabídnut k prodeji za vyvolávací 420 milionů Kč, stanovenou na základě dvou na sobě nezávislých znaleckých posudků. Přihlásil se jediný zájemce, který však svou nabídku podal s chybami, a proto prodej nebyl uskutečněn. Na nabídku z března 2017, rovněž za cenu 420 milionů Kč, se žádný zájemce nepřihlásil. Nezbytné provozní náklady odhadovala pošta v roce 2018 okolo 1 milionu Kč ročně. Oceňující posudek konstatuje, že za daného stavu je možné stávající využití hodnotit jako nejvyšší a nejlepší, kterého je možné dosáhnout bez zásadní rekonstrukce objektu a změny charakteru užívání.
Koncem listopadu 2019 Česká pošta prodala klášter za 353,35 milionů korun realitní společnosti Cimex Invest, která se zaměřuje především na investice do hotelových projektů a administrativních budov. Kupní cena byla v dražbě minimální nabídkovou cenou, která odpovídala hodnotě vycházející ze znaleckého posudku a ceně, za kterou byl objekt nabízen k odkupu při minulé aukci. Generální ředitel Cimexu uvedl, že začne připravovat rekonstrukci, protože budova je ve velmi špatném technickém stavu. Rekonstrukce má být podle tiskové zprávy provedena s maximálním respektem k památkové ochraně objektu a ten má být citlivě komerčně využit se zachováním statutu budovy jako kulturní památky.
Z kláštera se má stát pětihvězdičkový hotel o 180 pokojích. Náklady na jeho vybudování odhadují majitelé na přibližně miliardu korun.

## Kostel Zvěstování Panny Marie

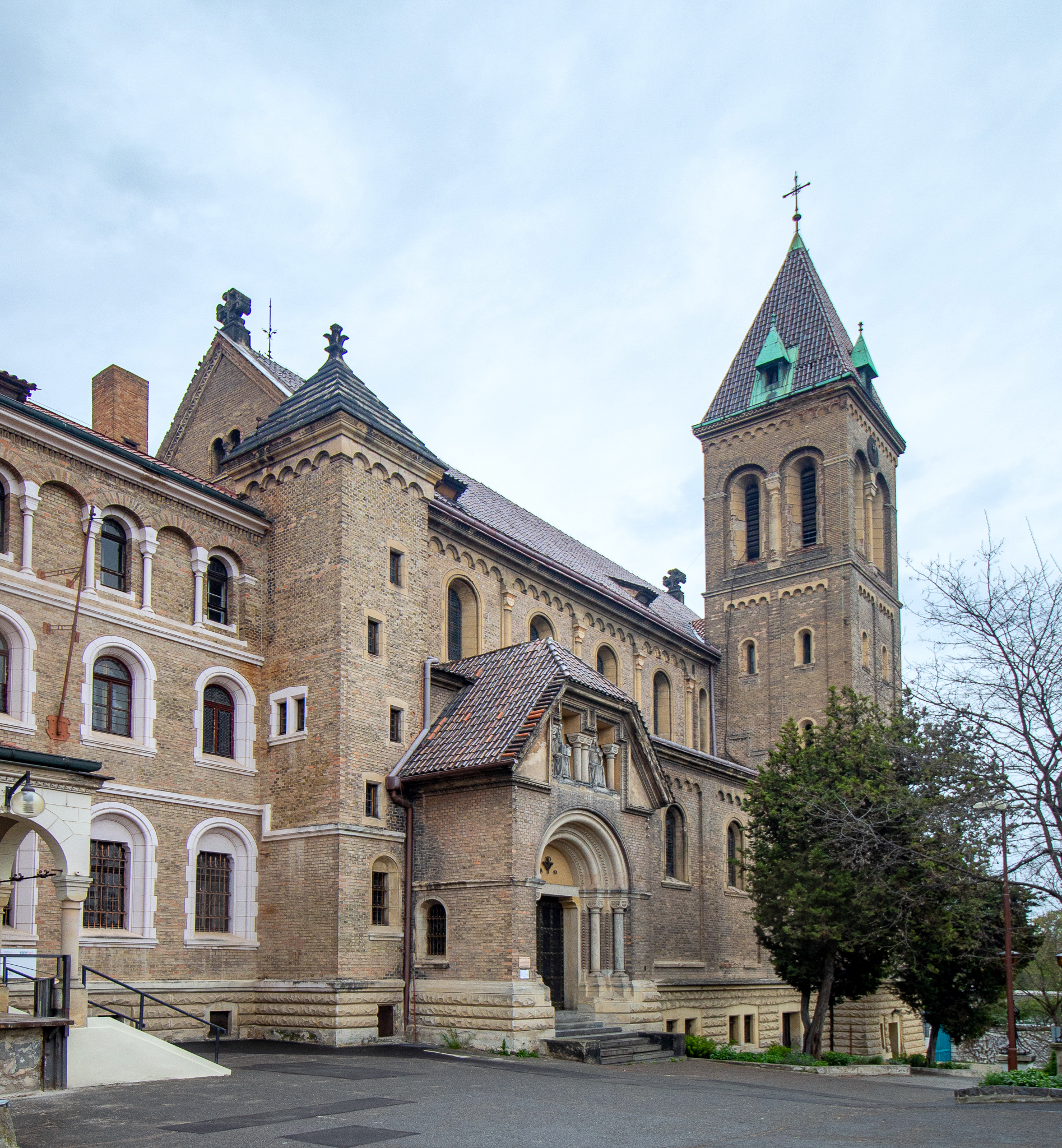
Klášterní kostel Zvěstování Panny Marie (sv. Gabriela)

Kostel Zvěstování Panny Marie nadále slouží liturgickým účelům, je filiálním kostelem farnosti Praha-Smíchov. V 90. letech 20. století zde nějakou dobu vykonával duchovní správu opět emauzský benediktinský mnich P. Bernard Klener OSB. V letech 2005–2016 byl rektorem kostela církevní právník, doc. Stanislav Přibyl. V letech 2012–2016 se v tomto kostele pravidelně sloužily v pátek a v neděli mše svaté dle misálu z roku 1962 – tzv. tridentská mše.

## Abatyše kláštera
- 1893–1922 Adelgundis Berlinghoffová
- 1922–1943 Benedikta ze Schwarzenbergu
- 1943–1954 Marie Rosa Fritschová z Cronenwaldu
- 1954–1963 Augustina Glatzelová
- 1963–1989 Cecílie Fischerová
- 1989–1998 Basilie Gürthová
- 1998–2008 Hildegard Altmannová

## Významné sestry
- Dorothea Forstnerová (1884–1969)
- Mirjam Pragerová (1906–1987)

## Ve filmu
- Specialisté (TV seriál, 2017–2024)
- Falcon a Winter Soldier (TV seriál, 2021)
- Na západní frontě klid (2022)[9]
- Vyproštění 2 (2023)
- Víťaz (TV minisérie, 2023)

## Galerie

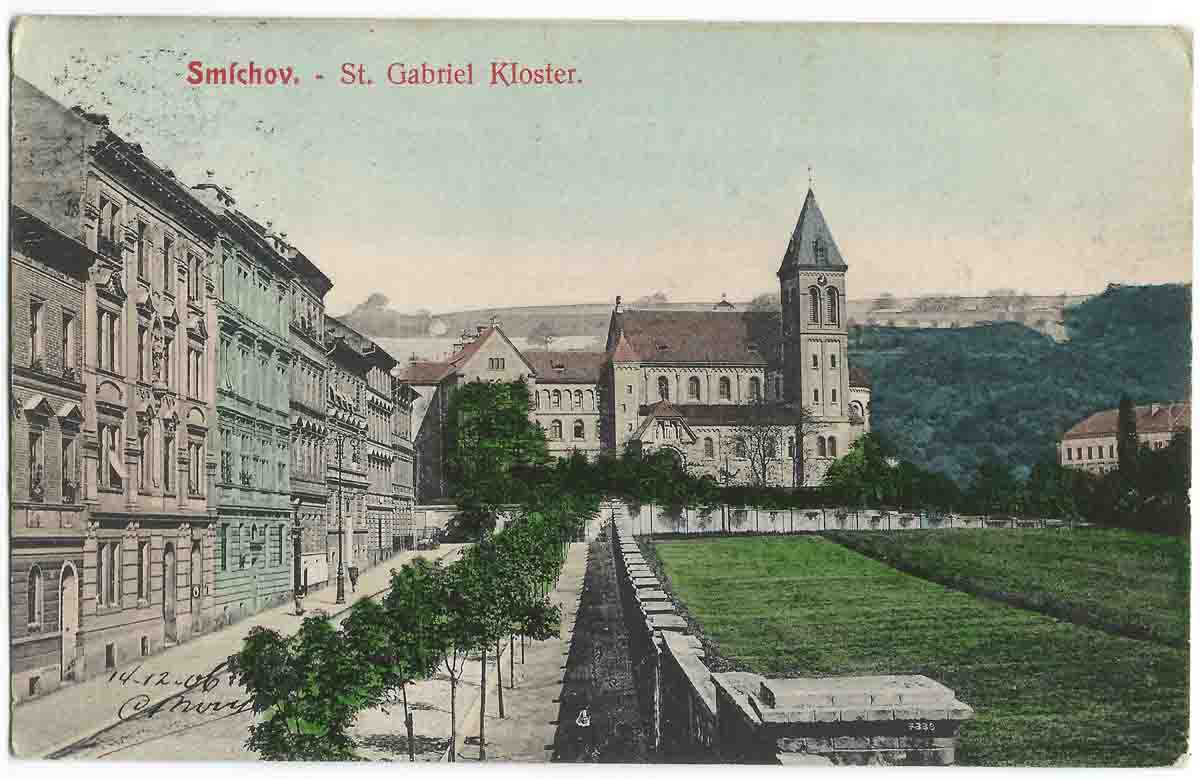
Pohlednice s klášterem z počátku 20. století
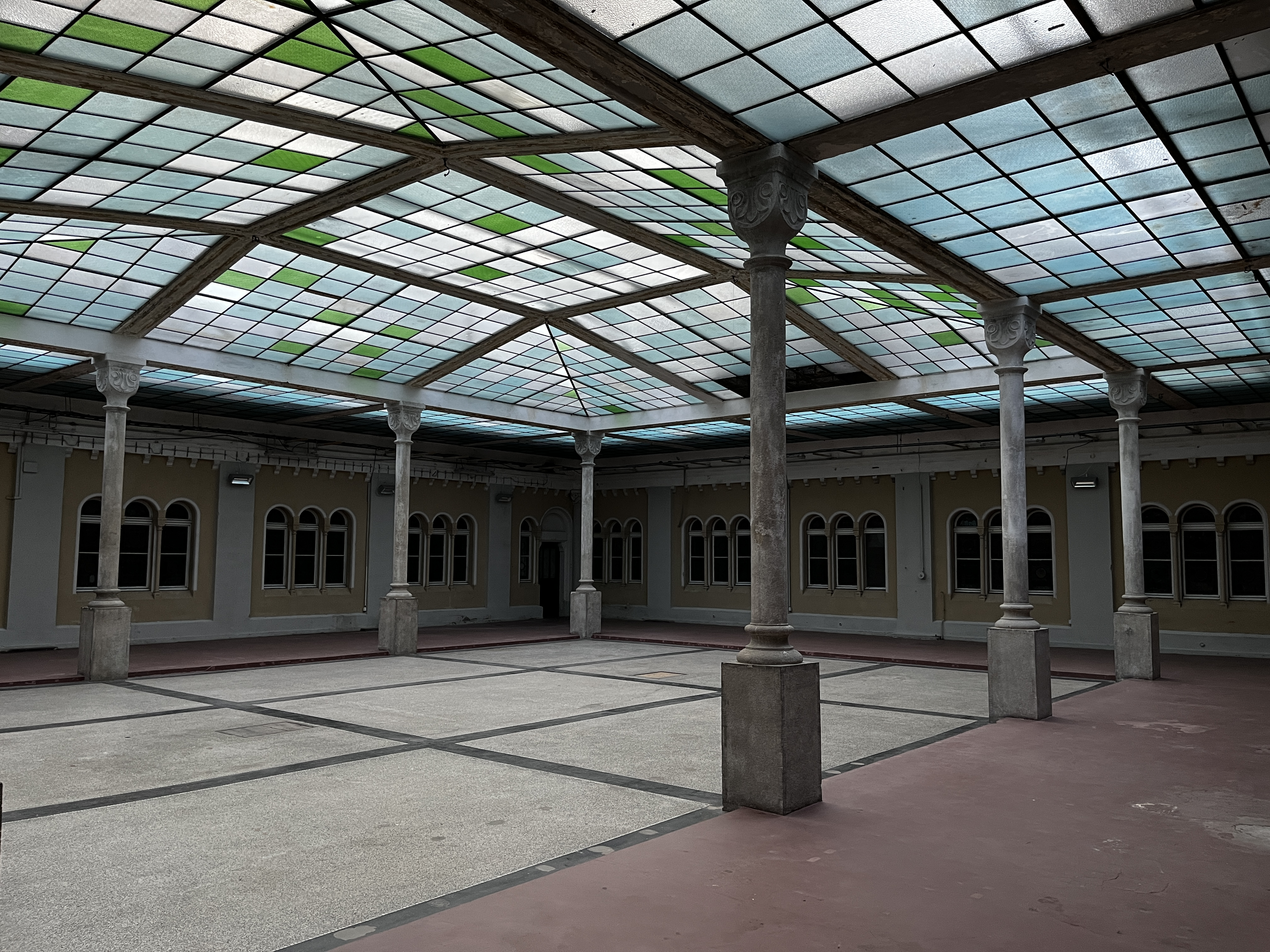
Bývalá rajská zahrada, později skladiště poštovních složenek
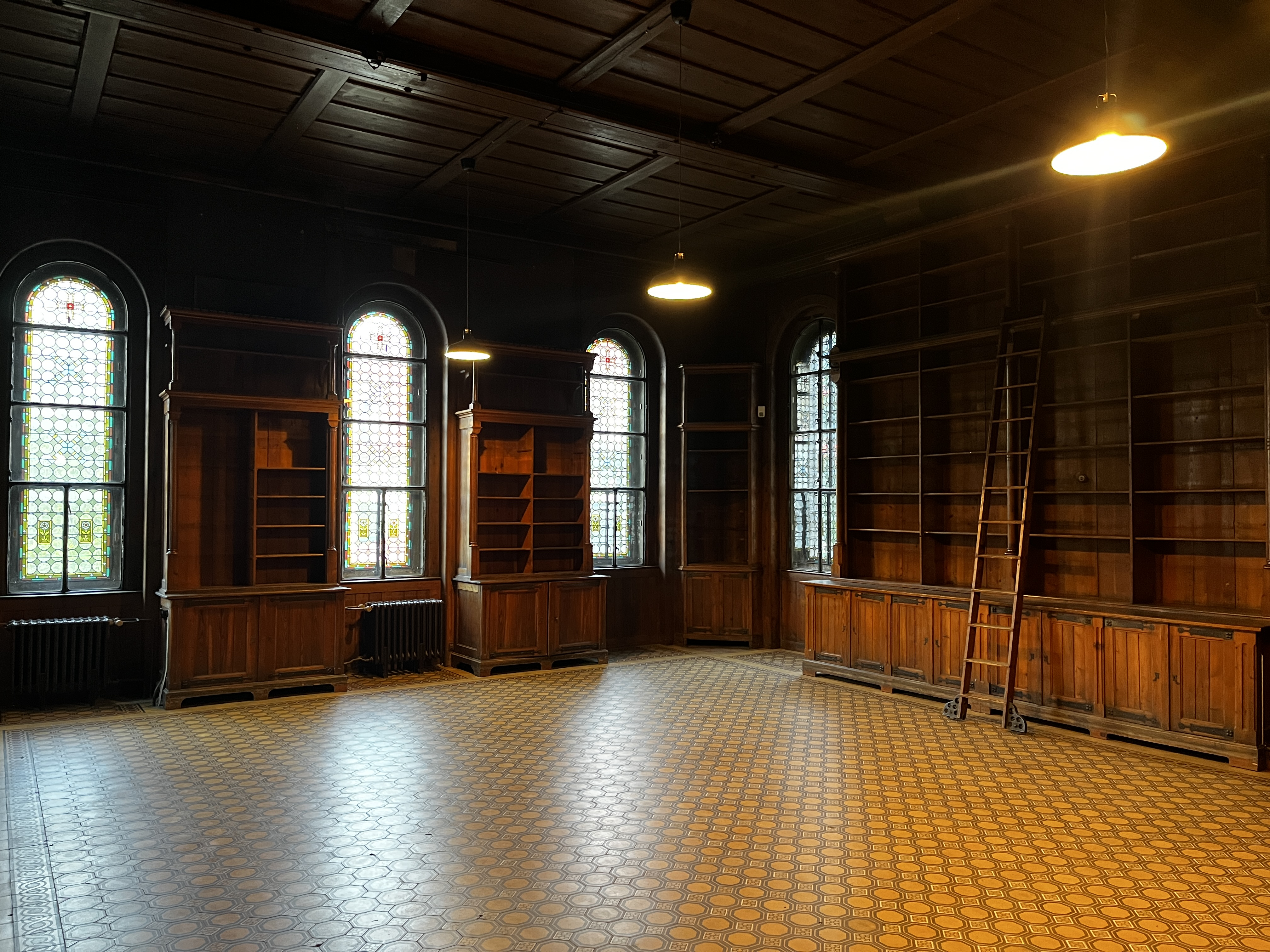
Klášterní knihovna, nejlépe zachovaná místnost v klášteře
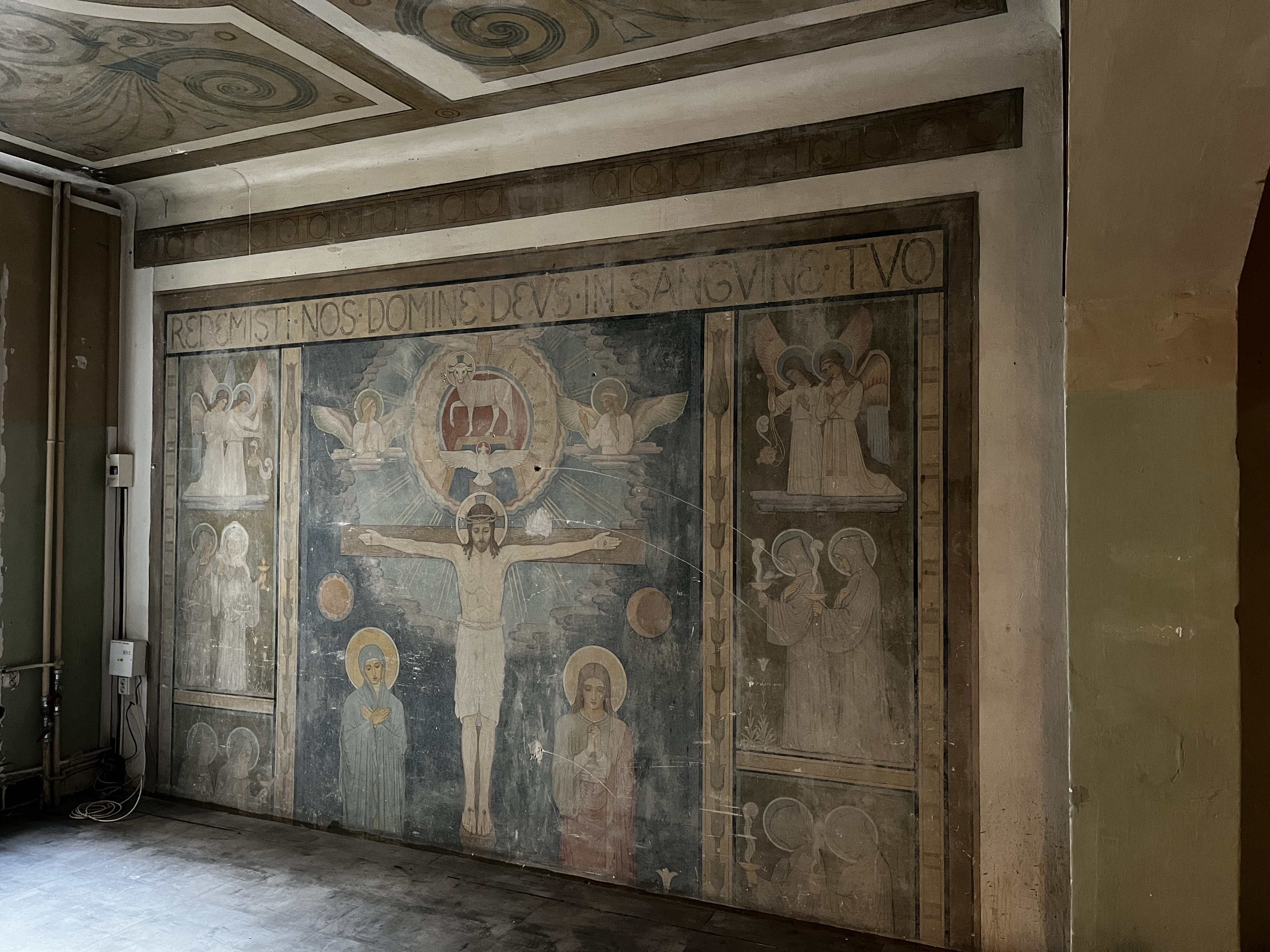
Oltářní stěna s ukřižovaným Kristem původně náležela ke klášterní kapli, která byla později vpůli přepažena a v horní části stál sálový počítač. Spodní polovina výjevu zatím (2022) není odkryta
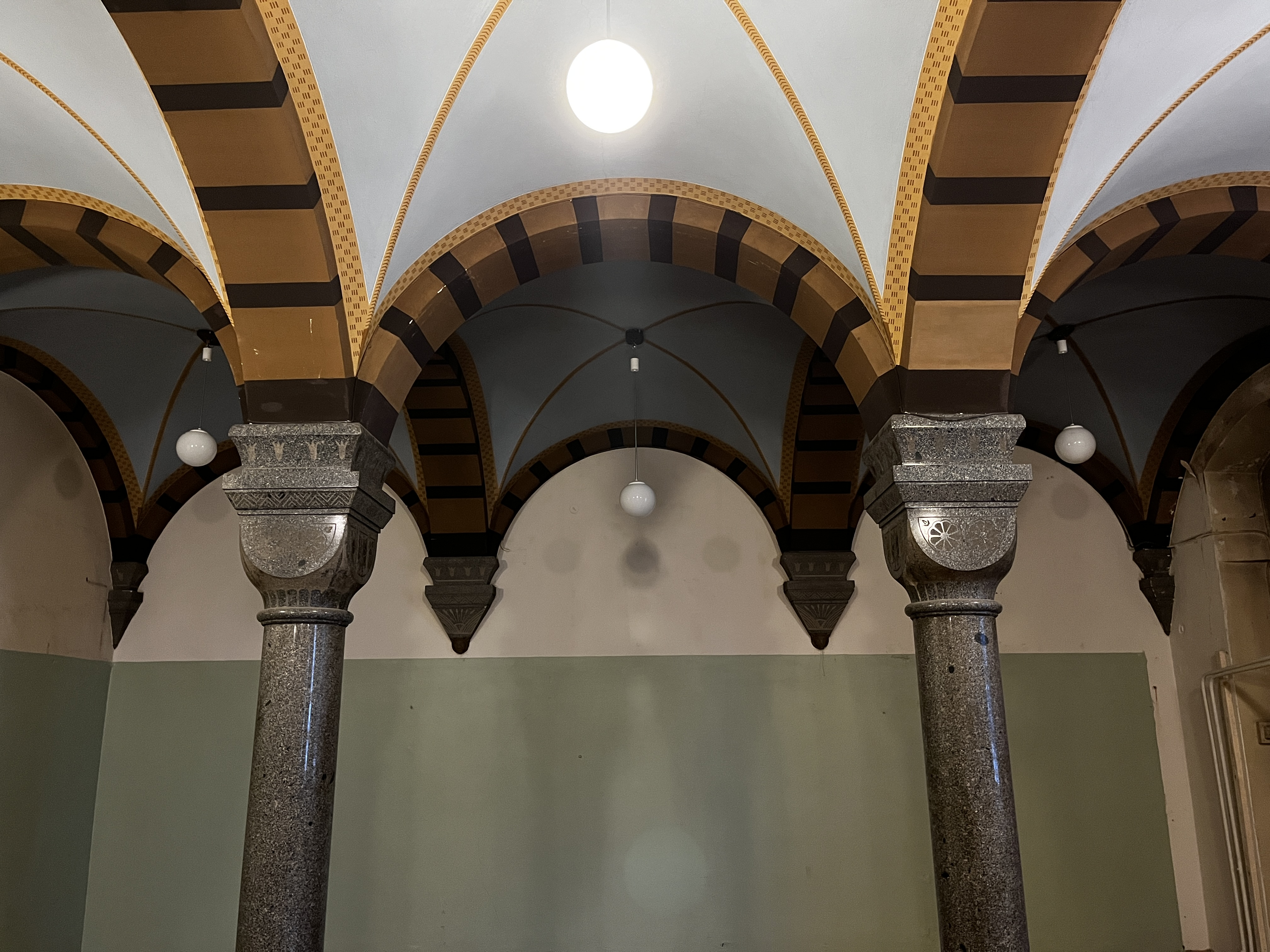
Bývalá kapitulní síň, později trezorová místnost
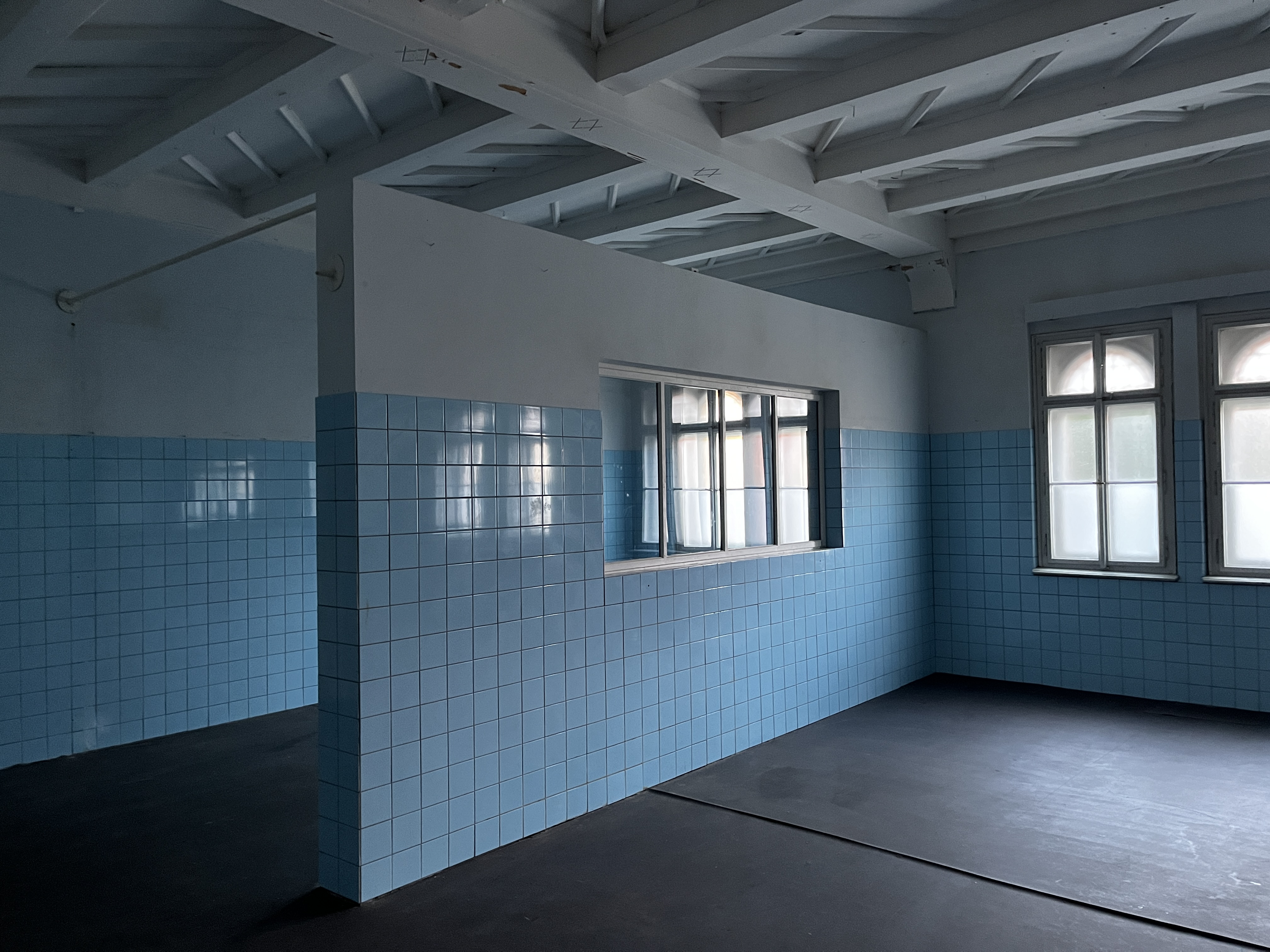
Původně společenská místnost benediktinek, během působení České pošty pronajata filmařům a přebudována na pitevnu